# Kerem Kanter
Kerem Kanter   (Bursa, 29 d'abril de 1995) és un jugador de bàsquet turc. És germà del també jugador de bàsquet Enes Kanter.

## Carrera esportiva
Va jugar els seus tres primers anys d'NCAA amb els Wisconsin-Green Bay, i el darrer amb els Xavier Musketeers de Cincinnati (Ohio).
Després de no ser seleccionat en el draft de l'NBA del 2018, el 6 d'agost d'aquell any va signar el seu primer contracte professional amb el JL Bourg Basket de la lliga francesa. El mes de gener abandona l'equip francès i fitxa pel KK Alytaus Dzūkija de la lliga lituana, amb el qual guanya el premi al màxim encistellador del campionat amb una mitjana de 16,8 punts per partit i 7,3 rebots. El mes de juliol de 2019 es converteix en el tercer reforç del Club Joventut Badalona per la temporada 2019-20.

### Internacional
Va competir amb la selecció nacional turca sub-18 el 2013, aconseguint la medalla d'or al Campionat sub18 de FIBA Europe a Letònia.